# Riu Avrig
El Riu Avrig és un afluent esquerre del riu Olt que passa per la ciutat d'Avrig a Romania. L’abast superior del riu també es coneix com a Râul Mare. La seva font és el llac Avrig a les muntanyes de Făgăraș. La seva longitud és de 24 km i la seva mida de conca és de 66 km². Hi ha una presa al riu Avrig per al subministrament d’aigua de la ciutat d’Avrig i del poble de Mârșa. Els principals ponts sobre el riu són el Podul Jibrii i el Podul lui Moise.

## Afluents
Els rius següents són afluents del riu Avrig:
- Esquerra: Racovița, Pârâul Adânc, Pârâul Șindrilei, Jibrea
- Dreta: Auriștea, Pârâul Stâncos, Comănesei